# Tub Pitot
Tubul Pitot este un instrument de măsură destinat măsurării presiunii dinamice, deci a vitezei unui curent de fluid. A fost inventat de Henri Pitot (1695-1771).

## Descriere

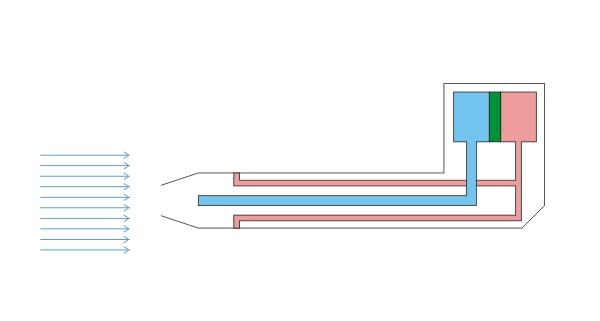
Principiul tubului Pitot: cu albastru: presiunea totală, cu roz presiunea statică, cu verde traductorul de presiune.

În principiu tubul este format din două țevi concentrice, orificiul celui din interior deschizându-se „în față”, în direcția din care curge fluidul, iar unul sau mai multe orificii ale tubului exterior deschizându-se „lateral”, cu axele într-un plan perpendicular pe direcția de curgere a fluidului. Orificiul din față captează presiunea totală, iar cele laterale presiunea statică. Cele două presiuni pot fi legate la un manometru diferențial, gradat direct în unități de viteză.

## Teorie
Determinarea presiunii dinamice (pdin) se face din ecuația lui Bernoulli, ca diferență între presiunea totală (ptot) și presiunea statică (pst):
{\displaystyle p_{tot}=p_{st}+p_{din}=p_{st}+\rho {\frac {v^{2}}{2}}}
unde ρ este densitatea fluidului, de unde rezultă viteza:
{\displaystyle v={\sqrt {\frac {2(p_{tot}-p_{st})}{\rho }}}}

## Probleme care pot să apară în aviație
Tubul Pitot este folosit universal în aviație ca senzor pentru determinarea vitezei relative a avionului față de aer.
Tubul care captează presiunea totală trebuie prevăzut cu un orificiu prin care se scurge apa captată în timpul zborului. Având în vedere condițiile zborului, există pericolul givrajului, adică a înghețării apei în tub. Pentru a înlătura givrajul tubul este încălzit cu o rezistență electrică care produce căldură suficientă pentru eliminarea fenomenului de givraj. Aceasta se cuplează numai în timpul zborului, de către pilot dar pentru scurtă durată, atunci când se observă că din aparate lipsește presiunea totală (acul vitezometrului revine spre zero deși viteza avionului crește).
Presiunile, statică și totală, sunt transmise de la tubul Pitot la aparate prin intermediul unor tuburi metalice și furtunuri.
Defectarea tubului Pitot duce la dispariția presiunii totale și-n unele cazuri și la dispariția presiunii statice. Pentru a nu rămâne fără indicații vitale în timpul zborului, avioanele moderne sunt prevăzute cu un tub Pitot de rezervă, mai mic, montat pe fuzelaj, care captează numai presiunea totală.

Tuburi Pitot folosite în aviație
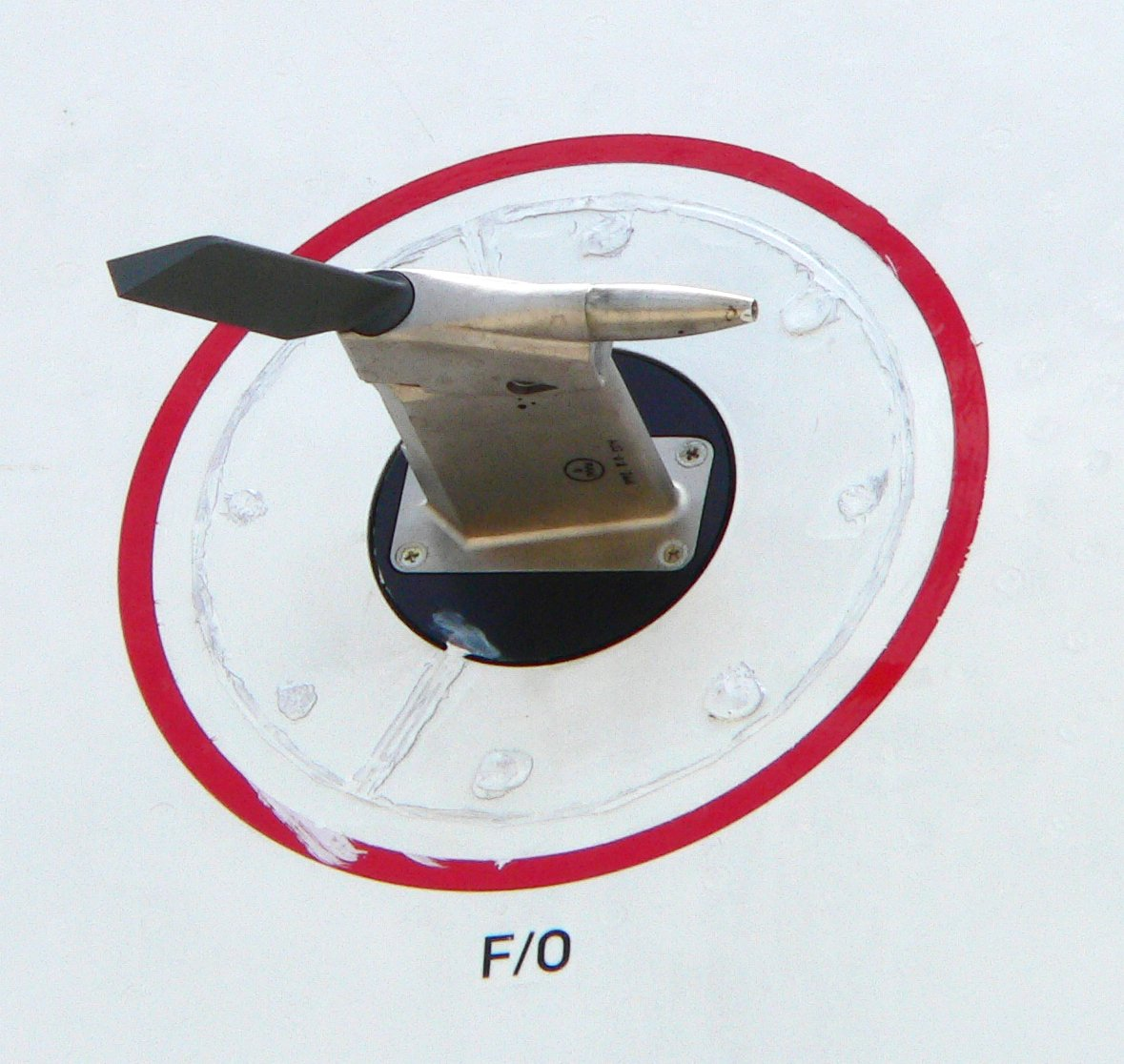
Tubul este fixat într-o montură care-l orientează exact în direcția curgerii aerului.
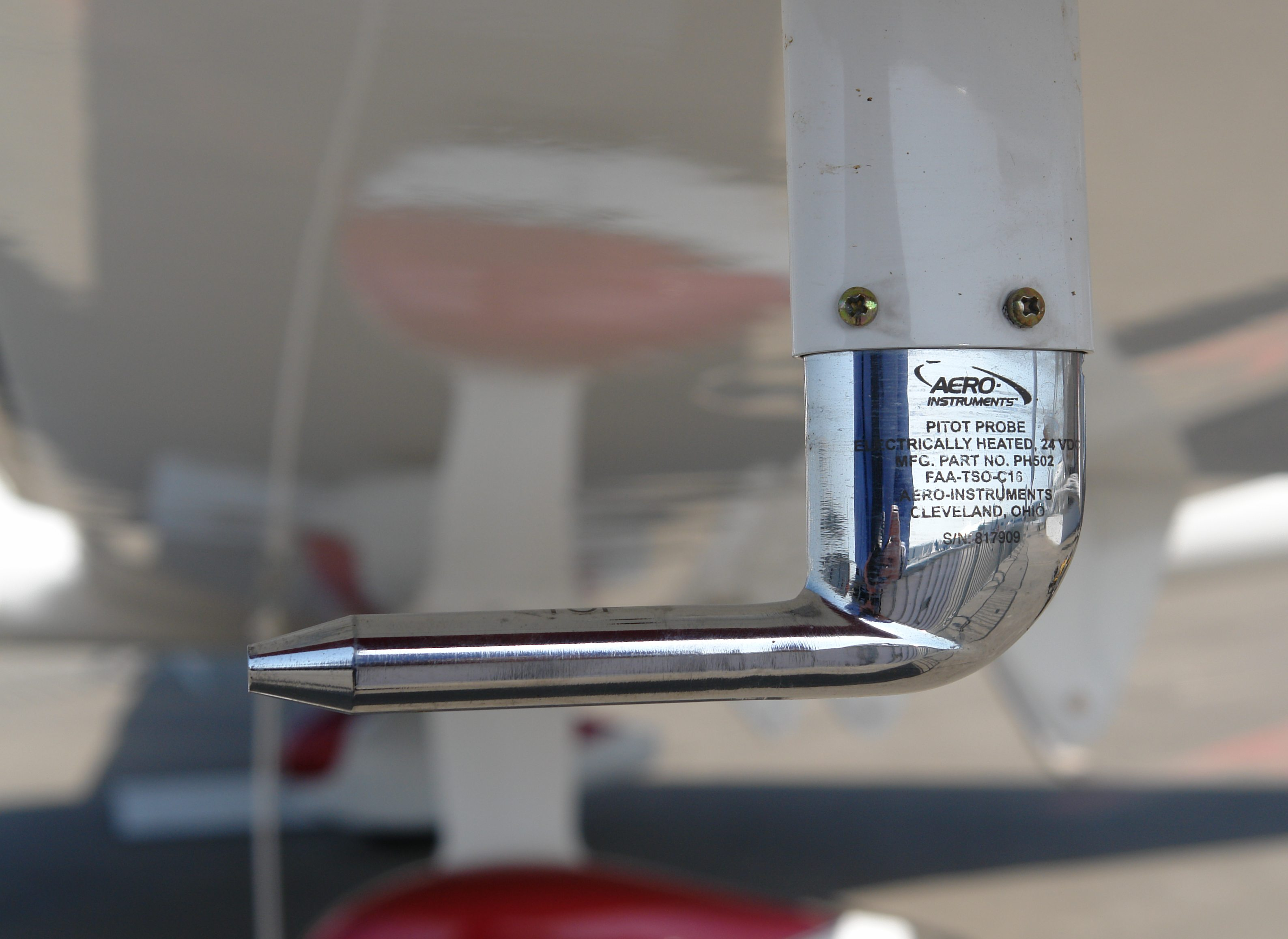
Tub montat sub aripă.
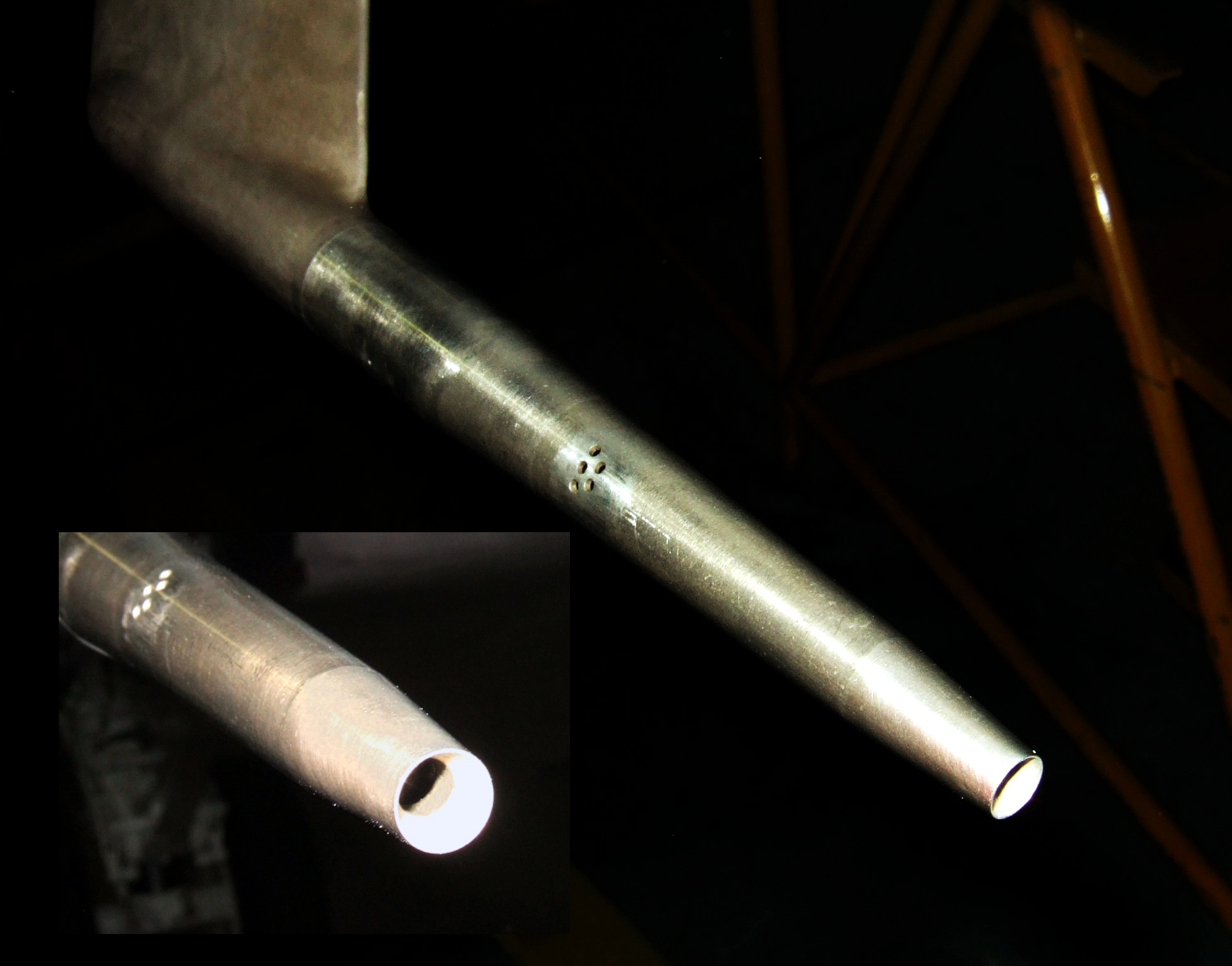
Tubul Pitot din botul unui F/A-18 Hornet.
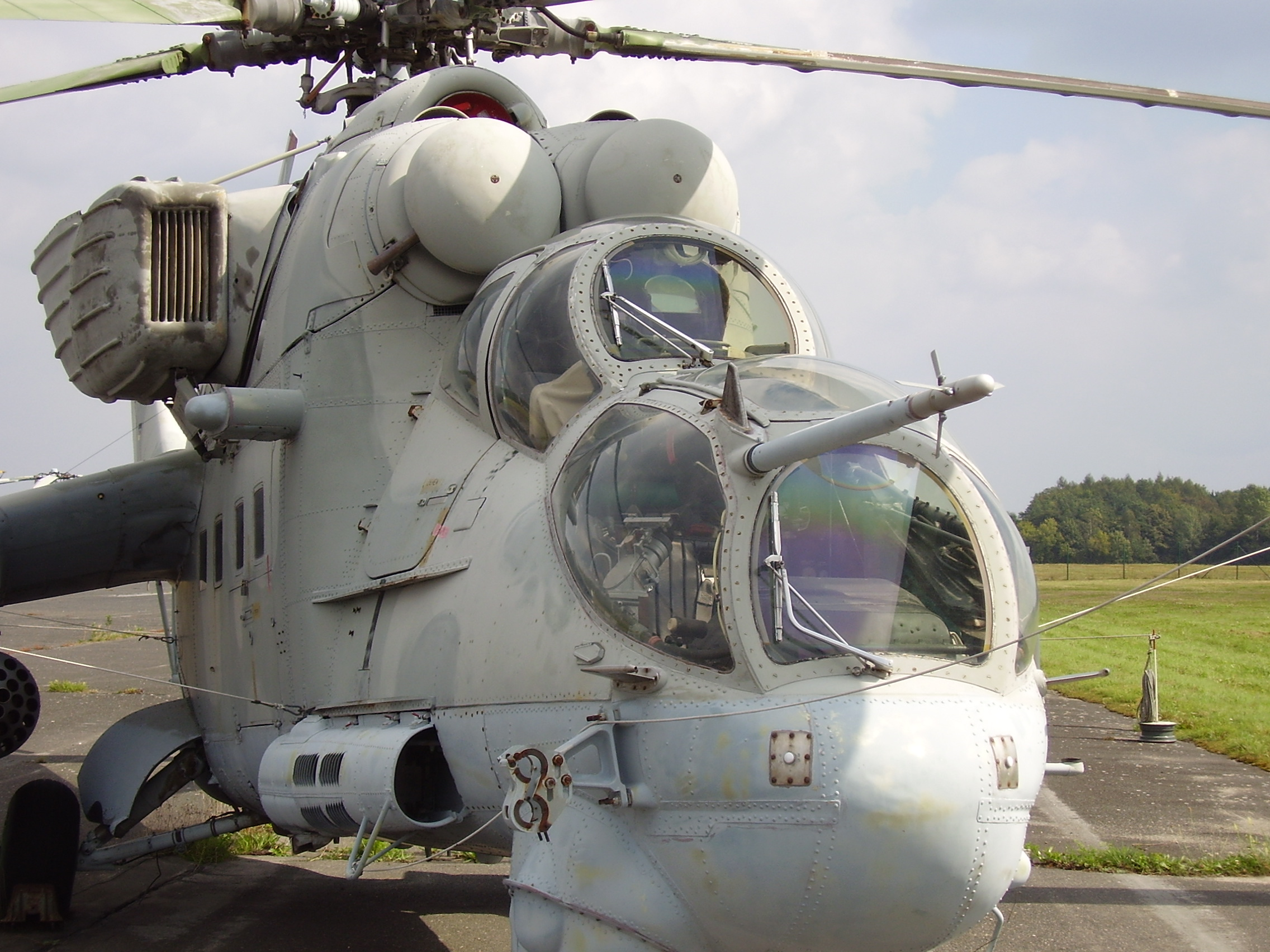
Tubul Pitot al unui elicopter Mi-25P.